# Leo-I-Gruppe

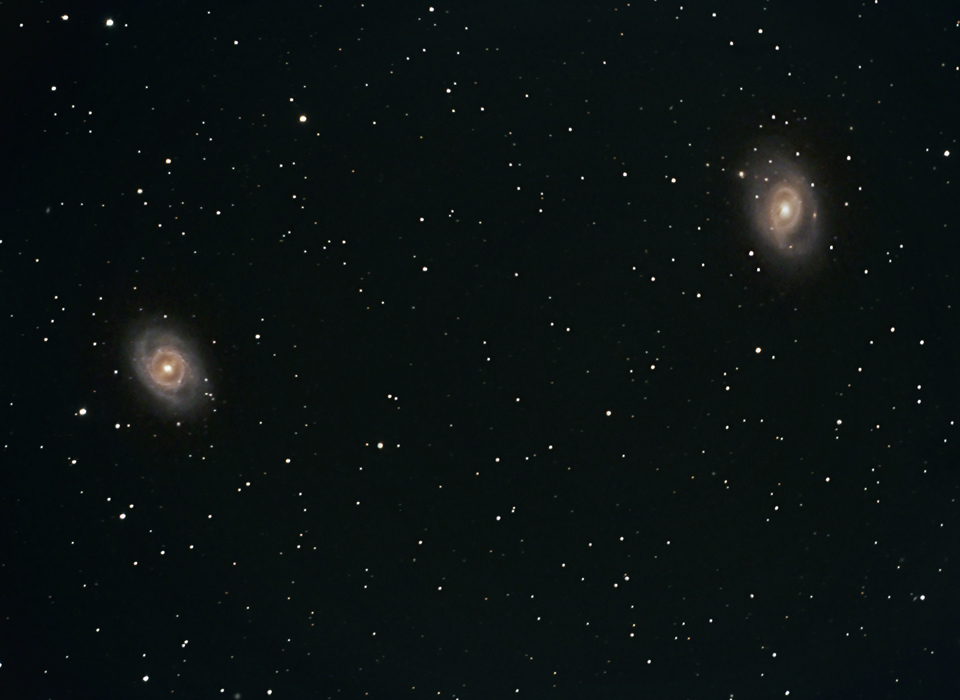
Die beiden Spiralgalaxien M 95 und M96 bilden den Kern der M96-Untergruppe

Die Leo-I-Gruppe,  auch M66/M96-Gruppe, ist eine Galaxiengruppe in einer Entfernung von etwa 35 Mio. Lichtjahren.  Wie die Lokale Gruppe und andere benachbarte Galaxiengruppen zählt sie zum Virgo-Superhaufen
Die Gruppe liegt am Himmel im Sternbild Löwe, namensgebend von lat. Leo. Die Gruppe zerfällt in zwei Untergruppen, die M96-Untergruppe um die hellen Galaxien M 95, M96 und M105, sowie die M66-Untergruppe, die im Wesentlichen aus dem so genannten Leo-Triplet M65, M66 und NGC 3628 besteht. Beide Untergruppen werden in der Literatur häufig als einzelne Gruppen geführt. Hier wird die Gruppe nach Fouqué et al. als gemeinsame Gruppe dargestellt. 
Die hellsten Mitglieder der Gruppe sind die visuell 8,9mag helle Spiralgalaxie M66 und die 9,3mag helle Spiralgalaxie M96. Neuere Entfernungsmessungen geben einen mittleren Abstand der Gruppe von 10,4 MPc an, während andere Messungen eher auf eine etwas größere Entfernung deuten. Die Radialgeschwindigkeit der Gruppe in Bezug auf die kosmische Hintergrundstrahlung liegt bei 1316 km/s.
Untersuchungen unter Berücksichtigung zahlreicher neu entdeckter Zwerggalaxien, die sich in der M96-Untergruppe über einen Radius von etwa 1,1 Mio. Lichtjahren verteilen, ergeben eine Dispersion der Radialgeschwindigkeiten von 130 km/s. Diese Daten ergeben eine Virial-Masse von fast 7×1012 M☉, etwa das Dreifache der Masse der Lokalen Gruppe. Der innere Bereich um die hellen Hauptgalaxien weist dagegen etwa die Masse und Masse-Leuchtkraft-Relation der Lokalen Gruppe auf.

## Mitglieder
Die folgende Tabelle listet die eindeutige identifizierten Mitglieder der Gruppe nach dem Nearby Galaxies Catalog, dem Lyons Groups of Galaxies Catalog (LGG), und den Listen, die aus dem  Nearby Optical Galaxy sample von  Giuricin et al. erstellt wurden. Die Radialgeschwindigkeiten sind heliozentrisch, die scheinbaren Helligkeiten im B-Band (blau) angegeben.
| Name     | Typ       | α             | δ            | vr (km/s) | mB   |
| -------- | --------- | ------------- | ------------ | --------- | ---- |
| M95      | SB(r)b    | 10h 43m 57,7s | +11° 42′ 14″ | 778 ± 4   | 11,4 |
| M96      | SAB(rs)ab | 10h 46m 45,7s | +11° 49′ 12″ | 897 ± 4   | 10,1 |
| M105     | E1        | 10h 47m 49,6s | +12° 34′ 54″ | 911 ± 2   | 10,2 |
| NGC 3299 | SAB(s)dm  | 10h 36m 23,8s | +12° 42′ 27″ | 641 ± 6   | 13,3 |
| NGC 3377 | E5.5      | 10h 47m 42,4s | +13° 59′ 08″ | 665 ± 2   | 11.2 |
| NGC 3384 | SB(s)0    | 10h 48m 16,9s | +12° 37′ 46″ | 704 ± 2   | 10,9 |
| NGC 3412 | SB(s)0    | 10h 50m 53,3s | +13° 24′ 44″ | 841 ± 2   | 11,5 |
| NGC 3489 | SAB(rs)0  | 11h 00m 18,6s | +13° 54′ 04″ | 677 ± 2   | 11,1 |

| Name     | Typ      | α             | δ            | vr (km/s) | mB   |
| -------- | -------- | ------------- | ------------ | --------- | ---- |
| M65      | SAB(rs)a | 11h 18m 56,0s | +13° 05′ 32″ | 807 ± 3   | 10,3 |
| M66      | SAB(s)b  | 11h 20m 15,0s | +12° 59′ 30″ | 727 ± 3   | 9,7  |
| NGC 3628 | SAb pec  | 11h 20m 17,0s | +13° 35′ 23″ | 843 ± 1   | 10,2 |

Zusätzlich werden teils noch NGC 3384, NGC 3593, NGC 3628 und IC 2768 als Gruppenmitglieder gezählt.